# El loco Estero (serie)
El loco Estero es una serie chilena emitida en el Canal 13 durante 1968. Está basada en la novela homónima de Alberto Blest Gana, publicada en 1909.

## Sinopsis
Narra la historia de Julián, un excapitán del ejército, quien es encerrado en su propia casa por acusaciones infundadas de su hermana, doña Manuela, motivadas por razones financieras. El huérfano ñato Díaz, impulsado por el amor y la venganza, lo libera la noche de la celebración de la victoria chilena en Yungay. Este acto desencadena una serie de eventos que conmueven a la sociedad de Santiago

## Ficha técnica
- Creador del libro Alberto Blest Gana

## Elenco
- Alicia Quiroga
- Nelson Villagra
- Mario Montilles
- Yoya Martínez
- Jorge Guerra
- Shenda Román
- Violeta Vidaurre
- Raúl Espinoza
- Javier Hurtado
- Jorge Sallorenzo